# Patria 6×6
Der Patria 6×6 (Patria XA-300) ist ein sechsrädriger Mannschaftstransportwagen, der von dem finnischen Rüstungskonzern Patria produziert wird. In Deutschland soll das Fahrzeug den Transportpanzer Fuchs der Bundeswehr ersetzen.

## Beschreibung
Er ist vor allem für den Transport von Soldaten ausgelegt, kann aber auch für andere Zwecke konfiguriert werden. Die Basisvariante kann durch viele optionale Ausstattungsmerkmale angepasst werden, um den Anforderungen des Nutzers gerecht zu werden. Dazu gehören beispielsweise ein Schwimmsystem, eine Winde, verstärkte Panzerung und verschiedenste Waffensysteme. Zu den verfügbaren Waffensystemen gehören Maschinengewehre, Direktschuss-Waffensysteme bis zu einem Kaliber von 25/30 mm und das Patria Nemo 120 mm Geschützturm-Mörsersystem. Der Fahrer und Kommandant sitzen vorne, während sich die Motorsektion hinter dem Fahrer befindet. Im hinteren Bereich befinden sich die Soldaten und weitere Ausrüstung. Ein Gang auf der rechten Seite ermöglicht den Wechsel zwischen dem vorderen und dem hinteren Bereich.
Das Patria 6×6-Chassis basiert auf dem Patria AMVXP. Die geplante Nutzungsdauer des Fahrzeugs beträgt mehr als 30 Jahre.

## Nutzerstaaten
(„CAVS“ = Common Armoured Vehicle System)

### Aktuelle Nutzerstaaten
Lettland
Mitglied des CAVS-Programms. 200 Fahrzeuge sollen bis 2029 geliefert werden.
 Finnland
Mitglied des CAVS-Programms. 161 Fahrzeuge sollen bis Ende 2025 geliefert werden.
 Schweden
Mitglied des CAVS-Programms. Am 19. April 2023 wurde verkündet, dass für die Livgarde 20 Fahrzeuge mit der Bezeichnung Pansarterrängbil 300 bestellt wurden. Weitere 321 Fahrzeuge wurden am 20. März 2024 bestellt und sollen zwischen 2025 und 2030 geliefert werden. Eine schwedische Besonderheit stellt dabei die Integration von Führungssystemen und einer Waffenstation in das Fahrzeug dar. :
 Ukraine
Im Rahmen des Russisch-Ukrainischen Krieges werden durch Lettland 42 Fahrzeuge zur Verfügung gestellt.

### Zukünftige Nutzerstaaten
Deutschland
Nach dem Beitritt Deutschlands zu dem CAVS-Programm im April 2023 teilte Patria im Februar 2024 mit, dass sich das Unternehmen mit der Flensburger Fahrzeugbaugesellschaft (FFG) und der DSL Defence Service Logistics (einem Unternehmen der KNDS-Gruppe) zusammengeschlossen hat, um Deutschland die Entwicklung, Produktion und Wartung von Varianten des gepanzerten Mannschaftstransportwagens 6×6 von Patria anzubieten. Dieser Entscheidung war im November 2023 die Bekanntgabe des  Bundesministerium der Verteidigung über ein Auswahlverfahren für den Nachfolger des Transportpanzers Fuchs vorausgegangen. Neben dem Patria 6×6 wurden der Fuchs 1A9 von Rheinmetall sowie der Pandur Evolution von General Dynamics European Land System (GDELS) betrachtet. Nach dem Bekanntwerden der grundsätzlichen Auswahl des Patria im April 2024 teilte Patria Anfang Mai 2024 mit, dass Deutschland offiziell dem Forschungs- und Entwicklungsvereinbarung CAVS beigetreten ist. Deutschland erhält hierdurch Zugang zu den Ergebnissen der CAVS-Produktentwicklungspakete und kann sich zugleich an der Weiterentwicklung des Fahrzeugsystems beteiligen. Langfristig ist geplant, alle rund 1.000 in die Jahre gekommenen Transportpanzer Fuchs zu ersetzen. Das Fahrzeug wurde auch als Plattform für den Spähpanzer Korsak in Erwägung gezogen.
Ende Januar 2025 trat Deutschland schließlich der Rahmenvereinbarung über das multinationale CAVS-Programm bei. In einem ersten Schritt beabsichtigt die Bundeswehr das Mörsersystem NEMO auf CAVS zu realisieren. Zu diesem Zweck wurden zeitgleich zwei Prototypen des Mörsersystems und ein Prototyp Führungsfahrzeug bestellt. Die Auslieferung dieser Prototypen soll in den Jahren 2025 und 2026 erfolgen. Kurz vorher wurde bekannt, dass die Bundeswehr den finnischen Rüstungskonzern Patria zur Abgabe eines verbindlichen Angebots für die Beschaffung sogenannter Transportpanzer Neuer Generation aufgefordert hat. Es soll eine Stückzahl von etwa 300 Radpanzern angefragt worden sein.
 Dänemark
Anfang April 2025 wurde durch das  dänische Verteidigungsministerium bekannt gegeben, dem CAVS-Programm beizutreten. In diesem Rahmen wurde Mitte Juli 2025 129 Fahrzeuge bestellt, welche noch ab 2025 geliefert werden sollen.

## Aus dem CAVS-Programm ausgeschieden
Estland
Estland schloss sich 2019 zusammen mit Finnland und Lettland dem Programm an, schied jedoch später aus dem Programm aus. Das estnische Heer bestellte für 200 Millionen Euro 230 Fahrzeuge von türkischen Verteidigungsunternehmen:
⦁ Otokar Arma (6×6)
⦁ Nurol Makina NMS (4×4)

## Vergleichbare Systeme
- TPz Fuchs
- Patria Pasi
- VBTP-MR Guarani